# Christína Papadáki
Christína Papadáki (in greco Χριστίνα Παπαδάκη?; Atene, 24 febbraio 1973) è un'ex tennista greca.

## Biografia
Professionista dal 1990, ha vinto un titolo in doppio, alla Copa Colsanitas Seguros Bolivar, nel 1999, poco prima del ritiro dall'agonismo, avvenuto appunto in quell'anno (la partner per l'occasione era Seda Noorlander). In singolare si è issata fino alla 79ª posizione del ranking mondiale.
Ha giocato in Fed Cup dal 1991 al 1999 senza interruzioni, con un bilancio complessivo di 30 vittorie e altrettante sconfitte. Ha inoltre preso parte alle Olimpiadi del 1992 e del 1996.